# Pasquale Marino
Ne doit pas être confondu avec Pasquale Marino (réalisateur).
Pasquale Marino (né le 13 juillet 1962 à Marsala, en Sicile) est un footballeur et entraîneur italien.

## Biographie

### Carrière de joueur
La carrière de joueur de Pasquale Marino fut fort modeste, ne jouant jamais au-delà de la Serie C1, soit la troisième division italienne. Il débute chez les jeunes du SC Marsala avant d'intégrer l'équipe professionnelle, alors en Serie C2 pour la saison 1980-1981. Il y restera quatre ans, conclus par une rétrogradation en Inter-régionale. 
En 1984, il signe à Akragas en Serie C1 mais l'équipe, 17e, est rétrogradée en Serie C2, et est à nouveau rétrogradée l'année suivante après une 16e place. 
Marino signe alors à l'US Siracusa, en Serie C2. Après deux 6e places, l'équipe termine la saison 1988-1989 2e de son groupe et obtient son billet pour la Serie C1. 
En 1989-1990, il signe pour l'ASD Battipagliese, en Serie C2. L'équipe finit première et monte en Serie C1 mais ne se maintiendra pas et redescendra à l'étage inférieur, avant de rétrograder à nouveau en 1991-1992 chez les amateurs. Pasquale Marino signe alors en Serie C1, au Potenza SC, pour la saison 1992-1993 : l'équipe termine 15e et se maintient après un match de barrage contre la Virtus Casarano remportée 3-1. 
En 1993, il signe à l'ACR Messine, rétrogradée chez les amateurs après avoir raté les conditions d'inscriptions au championnat de Serie C1. L'équipe termine 3e et frôle le passage à l'étage supérieur. En 1994, il signe au Calcio Catane, dans le championnat amateur. Il obtient avec l'équipe sicilienne une promotion dès sa première année en Serie C2, puis après une 8e place, manque de peu la Serie C1, après une défaite en demi-finale des play-off contre le FC Turris 0-0, 0-1. Dès la fin de la saison 1996-97, Marino devient entraîneur-joueur du SS Milazzo chez les amateurs.

### Carrière d'entraîneur
Pasquale Marino débute donc au SS Milazzo avec qui il obtient dès sa première année la promotion en Serie C2 qu'il placera en milieu de tableau. Il signe, pour la saison 1999-2000 à l'US Ragusa, chez les amateurs. Il termina 6e. L'année suivante, il signe à l'AC Paterno Calcio. Il amène l'équipe en haut du classement et permet à celle-ci de rejoindre la Serie C2 pour la première fois de son histoire. Non content de ce premier succès, l'équipe termine 3e au classement de la Serie C2 durant la saison 2001-02, ce qui lui permet de jouer les play-off. L'AC Paterno Calcio élimine le SSC Giugliano en demi-finales (0-2, 2-0, mais une meilleure position au classement) avant de sortir l'US Foggia en finale (0-0, 0-0, meilleure position au classement). La petite équipe sicilienne gouteraient pour la première fois de leur histoire à la Serie C1 et Pasquale Marino est un grand artisan de cette double montée en deux ans. 
Il reste pourtant à l'étage inférieur durant la saison 2002-2003 en signant à l'US Foggia, qu'il avait éliminé quelques mois auparavant en finale de play-off. Objectif affiché du club, la Serie C1. Elles dispose des talents de Roberto De Zerbi et de Michele Pazienza. La mission sera remplie par Marino qui remporte le championnat de l'US Foggia et est promu sans passer par les play-off. La saison suivante, sa première en tant qu'entraîneur en Serie C1, il mène l'équipe jusqu'à la neuvième place. Mais les difficultés économiques du club vont pousser Marino à partir après deux bonnes années.
Il est engagé pour la saison 2004-2005 par l'AC Arezzo, tout juste promu en Serie B après 16 ans de purgatoire. Les résultats délicats de l'équipe poussèrent le club à se séparer de Marino à la mi-saison, remplacé par Marco Tardelli, avant d'être assez vite rappelé. Il sauvera difficilement le club (15e) de la relégation mais l'objectif est néanmoins atteint. 
Il signe pour la saison 2005-2006 au Calcio Catane, club qu'il affectionne pour y avoir joué, qui évolue maintenant en Serie B. Malgré un début de saison en dents de scie, l'équipe commence un virage vers la 15e journée et se met à enfiler les victoires jusqu'à se placer en tête. Malgré le retour de concurrents l'équipe maintiendra le cap et obtiendra, grâce à Giuseppe Mascara et Gionatha Spinesi, un retour mérité dans l'élite du football italien 23 ans après, après de grandes difficultés économiques. 
La saison 2006-2007 du Calcio Catane a surpris tout le monde : l'équipe est quatrième à l'issue des matches allers, avec du beau jeu exprimé. Mais des événements extérieurs vont briser l'excitation sportive annoncée : la mort de Filippo Raciti, inspecteur de police tués par des supporters aux abords du stade surchauffé lors d'un derby Calcio Catane-US Palerme. Après ces événements tragiques, l'équipe est interdit de jouer à domicile. Elle jouera à huis clos et sur terrain neutre. Les retombées psychologiques de l'ensemble de l'affaire vont couler la fin de saison du club en ne prenant que 9 points sur l'ensemble des matchs retour. Mais le match remporté 2-0 contre le Chievo Vérone lors de l'ultime journée envoie ces derniers en Serie B et l'équipe sicilienne se sauve dans la douleur. Pasquale Marino néanmoins quitte le club et signe à l'Udinese Calcio. Il est remplacé à la tête de l'équipe par Silvio Baldini.
Lors de sa première saison, saison 2007-2008, l'équipe termine 7e et redevient une équipe européenne à travers la Coupe de l'UEFA. Marino maintient la saison suivante l'équipe à un bon niveau, l'équipe terminant une nouvelle fois septième, place cette fois-ci non-qualificative pour l'Europe. C'est en Coupe de l'UEFA que l'Udinese Calcio va obtenir de très bons résultats. Après avoir fini première de son groupe devant le Tottenham Hotspur FC et le NEC Nimègue, l'équipe va battre successivement les Polonais du Lech Poznań (4-3 sur l'ensemble des deux matches) et les Russes du Zénith Saint-Pétersbourg (2-1 sur l'ensemble des deux matches), avant de chuter en quarts de finale face aux futurs vainqueur de l'épreuve, le Werder Brême (6-4 sur l'ensemble des deux matches). C'est le meilleur résultat européen de l'équipe frioulane.
Pasquale Marino est maintenu sur le banc pour la saison 2009-2010. L'équipe est toutefois à la peine en championnat et Marino est viré juste avant Noël, et est remplacé par Gianni De Biasi. Mais il est rappelé deux mois plus tard pour tenter de sortir l'équipe des profondeurs du classement. L'équipe termine finalement 15e avec 9 points d'avance sur la zone de relégation. À la fin de la saison, Marino annonce néanmoins son retrait de l'équipe. Il est remplacé par Francesco Guidolin, déjà entraîneur du club lors de la saison 1998-1999.
En juin 2010, il s'engage à Parme. Il est démis de ses fonctions début avril 2011.
Le 22 décembre 2011, il s'engage pour un an et demi au Genoa CFC mais est limogé en avril 2012.
Le 15 juin 2016, il s'engage dans le club italien du Frosinone Calcio.